# 离瓣寄生属
离瓣寄生属（学名：Helixanthera）是桑寄生科下的一个属，为半寄生灌木植物。该属共有约50种，分布于非洲和亚洲热带和亚热带地区。
属名Helixanthera来源于希腊语helix（螺旋）与anthera（花药）的合成词，指本属植物的花药扭旋。

## 物种
本属包括以下物种：
- 景洪离瓣寄生 Helixanthera coccinea
- 广西离瓣寄生 Helixanthera guangxiensis
- 离瓣寄生 Helixanthera parasitica
- 密花离瓣寄生 Helixanthera pulchra
- 油茶离瓣寄生 Helixanthera sampsonii
- 滇西离瓣寄生 Helixanthera scoriarum
- 林地离瓣寄生 Helixanthera terrestris